# راسم ديليتش
راسم ديليتش (4 فبراير 1949 - 16 أبريل 2010) كان رئيس أركان الجيش البوسني . كان ضابطًا محترفًا في الجيش اليوغوسلافي لكنه تركه أثناء تفكك يوغوسلافيا وأدين بارتكاب جرائم حرب من قبل المحكمة الجنائية الدولية ليوغوسلافيا السابقة ، وحكم عليه بالسجن لمدة 3 سنوات.

## المسيرة المهنية

### الجيش الوطني اليوغوسلافي
بدأ ديليتش حياته العسكرية في الجيش الشعبي اليوغوسلافي (JNA) في 1 أكتوبر 1967 في الأكاديمية العسكرية للقوات البرية، حيث أكمل دراسته هناك في 31 يوليو 1971. من عام 1971 إلى عام 1985 خدم في فرقة مدفعية في الجيش ومقرها سراييفو ومن أكتوبر 1980 إلى سبتمبر 1984 كقائد لها. من سبتمبر 1984 إلى أغسطس 1985، شغل راسم منصب رئيس أركان ونائب قائد فوج مدفعي مشترك. بين أغسطس 1985 ويوليو 1990، كان راسم قائدًا لفوج مدفعية مشترك، باستثناء انقطاع دام حوالي 11 شهرًا في 1988/89 عندما التحق بمدرسة أركان القيادة. في 22 كانون الأول 1987 رُقي إلى رتبة مقدم.
- قائد فرقة مدفعية (15 أكتوبر 1980 – 20 سبتمبر 1984)
- رئيس أركان ونائب قائد فوج مدفعي مختلط (21 سبتمبر 1984 – 27 أغسطس 1985)
- قائد فوج مدفعي مختلط (28 أغسطس 1985 – 31 أغسطس 1988 و 1 أغسطس 1989 – 15 يوليو 1990). في 22 كانون الأول 1987 عُين عقيداً.
- رئيس العمليات في الفيلق الرابع في الجيش الشعبي اليوغوسلافي في سراييفو (16 يوليو 1990 – 13 أبريل 1992)

### جيش جمهورية البوسنة والهرسك
من 16 يوليو 1990 إلى 13 أبريل 1992، كان راسم ديليتش مساعدًا لرئيس إدارة الخدمات التشغيلية والتدريبية في قيادة الفيلق الرابع للجيش الشعبي اليوغوسلافي في سراييفو ، وطلب رسميًا مغادرة JNA في 13 أبريل 1992.
بعد وقت قصير من ذلك التاريخ، تم تعيين راسم رئيسًا لجهاز التدريب والعمليات في الدفاع الإقليمي لجمهورية البوسنة والهرسك.
في 16 أبريل 1992، أُمر بمغادرة سراييفو وفي 19 أبريل وصل إلى فيسوكو ، حيث عمل مع مجموعة من ضباط كوسوفو على تشكيل وحدات في وسط البوسنة. في النهاية تم تشكيل مجموعة فيسوكو التكتيكية برئاسة راسم ديليتش. بحلول 12 مايو أصبح أيضًا عضوًا في هيئة الأركان الرئيسية وفي ذلك التاريخ تم تكليفه رسميًا بتنظيم وقيادة الأنشطة القتالية المسلحة في مختلف البلديات في وسط البوسنة.
في 20 مايو 1992 ، أصبحت قوات الدفاع الإقليمي جيش جمهورية البوسنة والهرسك، وفي 17 أكتوبر 1992 عين سيفير خليلوفيتش، رئيس هيئة الأركان العامة آنذاك، راسم ديليتش كرئيس بالنيابة لإدارة تخطيط العمليات والتدريب في هيئة الأركان الرئيسية. 3 يونيو 1992 سميت هذه المجموعة بقيادة عملية فيسوكو.
في خريف عام 1992 ، تم تسمية مجموعة فيسوكو رسميًا بأركان القيادة العليا – إدارة فيسوكو، وبالتالي أصبحت رئيسًا لقيادة هيئة الأركان العامة ووزارة الدفاع وترتبط مباشرة بالرئاسة والرئيس.
في 27 أبريل 1993، عين سيفير راسم كأحد الضباط الأربعة الذين يمثلون جيش جمهورية البوسنة والهرسك في القيادة المشتركة للجيش ومجلس الدفاع الكرواتي (HVO).
في 8 يونيو 1993، أصدرت الرئاسة البوسنية أمر إعادة بناء مقر القيادة العليا لجيش جمهورية البوسنة لتشمل إنشاء منصب قائد الأركان الرئيسية للجيش، مع تعيين راسم ديليتش في هذا المنصب، وبالتالي تولى السيطرة الكاملة على الجيش وأصبح عضوًا في رئاسة جمهورية البوسنة والهرسك الموسعة.
كان أعظم إنجازات ديليتش هو منع انهيار الجيش الحكومي في النصف الثاني من عام 1993، وقد وفر ذلك متنفسا للمفاوضات التي دبرتها الإدارة الأمريكية، والتي أنهت الصراع مع الكروات البوسنيين في مارس 1994.

## ما بعد الخدمة العسكرية والتقاعد
أصبح ديليتش قائد جيش الاتحاد البوسني حتى تقاعده عام 2000.
التحق بجامعة سراييفو في ديسمبر 2004، وأنهى أطروحة (إنشاء وتوسيع ودور الجيش في الدفاع عن البوسنة والهرسك).
كما شارك في بعض المنظمات غير الربحية. وهو أيضًا أحد مؤسسي (جمعية حماية تراث النضال من أجل البوسنة والهرسك) بالبوسنوية: )Udruženja za zaštitu tekovina borbe za Bosnu i Hercegovinu).

## اتهامات بارتكاب جرائم حرب
كانت المحكمة الجنائية الدولية ليوغوسلافيا السابقة قد اتهمته بارتكاب جرائم حرب ، وحُكم عليه بالسجن ثلاث سنوات. وقد حكمت عليه الدائرة الابتدائية بتهمة عدم منع أو معاقبة المعاملة القاسية التي تعرض لها 12 جنديًا صربيًا تم أسرهم في قرية ليفادي وفي معسكر كامينيكا بالقرب من زافيدوفيتشي في يوليو وأغسطس 1995 على أيدي المجاهدين. في ذلك الوقت، أُعيد الجنرال إلى وحدة الاعتقال حتى انتهاء إجراءات الاستئناف.

## الوفاة
توفي ديليتش في 16 أبريل 2010 في شقته في سراييفو ، التي عاش فيها مع زوجته سعدة وأبناؤه وأحفاده الأربعة. 

## المنشورات
- Čast je braniti Bosnu (2002)
- Armija Republike Bosne i Hercegovine - nastanak، razvoj i odbrana zemlje (2007)
- 101 ratna priča (2010)